# Frauenchor

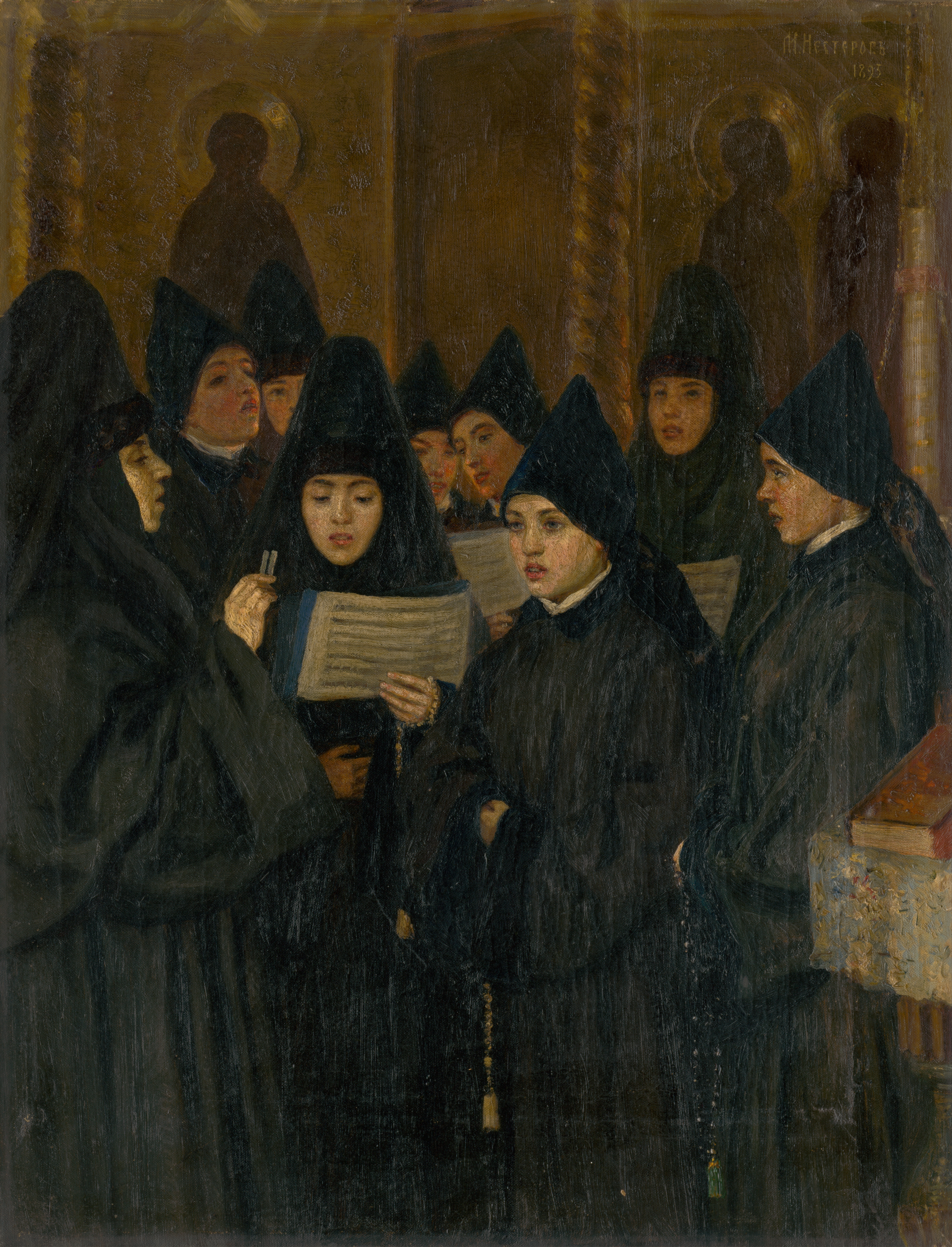
Frauenchor

Als Frauenchor wird eine Gruppe von einstimmig oder mehrstimmig singenden Frauen oder Mädchen bezeichnet, die in jeder Stimmlage mehrfach besetzt ist (Chor). Weiterhin werden Chorwerke, die von einem solchen Chor zu singen sind, als Frauenchor bezeichnet.
Gegenüber einem Kinderchor, der sich üblicherweise in der gleichen Stimmlage wie ein Frauenchor bewegt, hat letzterer ein größeres Klangvolumen. Die Stimmbezeichnungen sind: 1. Sopran, 2. Sopran, 1. Alt, 2. Alt.

## Geschichte

### Altertum
In Ägypten sind Frauenchöre schon zur Zeit des mittleren und neuen Reiches als angesehene Tempelsängerinnen bezeugt. In Assyrien und Palästina sangen Frauenchöre zu Ehren eines siegreichen Königs. Auch in den griechischen Tragödien traten Jungfrauenchöre auf. Totenklage durch Frauenchöre wurde bei den Assyrern, Juden und Germanen gepflegt.

### Frühes Christentum und Klöster
Im Frühchristentum wurden Wechselgesänge zwischen Frauen und Männern geübt. Ende des vierten Jahrhunderts wurde der Frauengesang in der Kirche zurückgedrängt. Die Frauenklöster waren jedoch Hauptpflegestätte des chorischen Frauengesanges bis in das 19. Jahrhundert, der jedoch auf den Gottesdienst beschränkt war. Eine Ausnahme bildet Hildegard von Bingen, die über die liturgische Musik hinaus geistige Spiele komponierte. In Italien wurde in den Frauenklöstern neben dem Chorgesang seit dem 16. Jahrhundert auch die Instrumentalmusik gepflegt.
Nach Ansicht von Moderatoren im ARD/ZDF-Morgenmagazin hat der Frauenchor eine Tradition in Georgien.

### Italienische Waisenhäuser
Eine herausragende Stellung in der Geschichte der Mädchen- und Frauenchöre hatten die vier Venetianischen Ospedali (ursprünglich Waisenhäuser) für Mädchen, die seit dem 16. Jahrhundert einen Schwerpunkt auf die musikalische Ausbildung der Mädchen legten. Ihre Konzerte bildeten jahrhundertelang einen internationalen Anziehungspunkt für den Fremdenverkehr Venedigs. Komponisten wie Giovanni Legrenzi, Johann Rosenmüller, Johann Adolph Hasse, Nicola Antonio Porpora, Baldassare Galuppi, Niccolò Jommelli, Domenico Cimarosa und Antonio Vivaldi schrieben Chor- und  Instrumentalmusik für diese karitative Einrichtung. Charles Burney, Johann Joachim Quantz und Johann Wolfgang von Goethe äußerten sich begeistert über die venezianischen Konservatorien. Die Frauenchöre dieser Häuser waren meist vierstimmig besetzt. In den Listen befinden sich Hinweise auf Tenoristinnen und Bassistinnen. Johann Friedrich Reichardt berichtet 1791 über weibliche Tenorstimmen mit dem Klangeffekt einer Bassstimme.